# Combinado nórdico nos Jogos Olímpicos de Inverno de 2006
As competições de combinado nórdico nos Jogos Olímpicos de Inverno de 2006 foram disputadas entre 11 e 21 de fevereiro em Turim, na Itália. O combinado nórdico é dividido em três eventos.

## Calendário
| Fevereiro         | 10 | 11 | 12 | 13 | 14 | 15 | 16 | 17 | 18 | 19 | 20 | 21 | 22 | 23 | 24 | 25 | 26 |
| ----------------- | -- | -- | -- | -- | -- | -- | -- | -- | -- | -- | -- | -- | -- | -- | -- | -- | -- |
| Combinado nórdico |    | 1  |    |    |    |    | 1  |    |    |    |    | 1  |    |    |    |    |    |

|  | Dia de competição |  | Dia de final |  | Exibição de gala |

## Eventos
- Individual (15 km) masculino
- Velocidade (7,5 km) masculino
- Equipes (4x5km) masculino

## Medalhistas
Masculino
| Evento              | Ouro                                                                     | Prata                                                                   | Bronze                                                                   |
| ------------------- | ------------------------------------------------------------------------ | ----------------------------------------------------------------------- | ------------------------------------------------------------------------ |
| Individual detalhes | Georg Hettich GER Alemanha                                               | Felix Gottwald AUT Áustria                                              | Magnus Moan NOR Noruega                                                  |
| Velocidade detalhes | Felix Gottwald AUT Áustria                                               | Magnus Moan NOR Noruega                                                 | Georg Hettich GER Alemanha                                               |
| Equipes detalhes    | Michael Gruber Christoph Bieler Felix Gottwald Mario Stecher AUT Áustria | Björn Kircheisen Georg Hettich Ronny Ackermann Jens Gaiser GER Alemanha | Antti Kuisma Anssi Koivuranta Jaakko Tallus Hannu Manninen FIN Finlândia |

## Quadro de medalhas
| Ordem | País          | Medalha de ouro | Medalha de prata | Medalha de bronze |   | Ordem por total |
| ----- | ------------- | --------------- | ---------------- | ----------------- | - | --------------- |
| 1     | AUT Áustria   | 2               | 1                |                   | 3 | 1               |
| 2     | GER Alemanha  | 1               | 1                | 1                 | 3 | 1               |
| 3     | NOR Noruega   |                 | 1                | 1                 | 2 | 3               |
| 4     | FIN Finlândia |                 |                  | 1                 | 1 | 4               |
| TOTAL | TOTAL         | 3               | 3                | 3                 | 9 | —               |